# Amin Niyozov
Amin Ermatovich Niyozov (uzb. Амин Эрматович Ниёзов; ros. Амин Ирматович Ниязов, Amin Irmatowicz Nijazow) (ur. 7 listopada 1903 w pobliżu Margʻilonu, zm. 1973 w Taszkencie) – radziecki i uzbecki polityk komunistyczny, przewodniczący Prezydium Rady Najwyższej Uzbeckiej Socjalistycznej Republiki Radzieckiej (1947-1950), I sekretarz Komunistycznej Partii Uzbekistanu (1950-1955), deputowany do Rady Najwyższej ZSRR (1946-1958).

## Życiorys
Pochodził z uzbeckiej rodziny chłopskiej, od 1919 pracował w komitecie żywnościowym powiatu fergańskiego, później był tam sekretarzem Komsomołu. W 1925 wstąpił do WKP(b). Pracował w turkiestańskich organach Czeka i OGPU. 1930-1934 studiował w Akademii Przemysłowej im. Stalina, od 1935 prowadził prace gospodarcze i społeczne, 1940-1946 był ludowym komisarzem finansów Uzbeckiej SRR, 1946-1947 wiceprzewodniczącym Rady Ministrów Uzbeckiej SRR, a od 17 marca 1947 do 21 sierpnia 1950 przewodniczącym Prezydium Rady Najwyższej Uzbeckiej SRR. Następnie został I sekretarzem KP Uzbekistanu (do grudnia 1955). 1956-1957 minister gospodarki komunalnej Uzbeckiej SRR. 1946-1958 był deputowanym do Rady Najwyższej ZSRR II, III i IV kadencji.

## Odznaczenia
- Order Lenina (dwukrotnie)
- Order Czerwonego Sztandaru Pracy (dwukrotnie)
- Order Czerwonej Gwiazdy (dwukrotnie)